# Berosus youngi
Berosus youngi är en skalbaggsart som beskrevs av Wooldridge 1964. Berosus youngi ingår i släktet Berosus och familjen palpbaggar. Inga underarter finns listade i Catalogue of Life.